# هانا بردی
هانا بردی (انگلیسی: Hana Brady؛ ۱۶ مه ۱۹۳۱ – ۲۳ اکتبر ۱۹۴۴ (عمر ۱۳ سال)) اهل جمهوری چک بود. یک دختر یهودی بود که در اتاق‌های گاز اردوگاه مرگ آشویتس براثر گاز سمی به قتل رسید. این اردوگاه در هنگام هولوکاست در منطقه اشغال شده لهستان در ورشو قرار داشت. داستان او موضوع کتاب «هانا» کتاب کودکان سال۲۰۰۲ است به نام «چمدان هانا» که توسط کارن لوین نوشته شده‌است.
هانا خوهر جرج بردی یکی از بازماندگان هولوکاست بود.